# Costa Serena (schip, 2007)
De Costa Serena is een cruiseschip en tevens het vlaggenschip van de Italiaanse rederij Costa Crociere. Samen met de Costa Pacifica is het het grootste schip in de vloot van Costa Crociere. De naam Serena staat voor rust en gelijkheid. De Costa Serena is op 19 maart 2007 in Marseille gedoopt. Na een groot vuurwerk verliet het in de nacht de haven van Marseille.